# DANCE STADIUM
DANCE STADIUM（ダンススタジアム）は全国規模のストリートダンス競技大会である『日本高校ダンス部選手権』及び『日本中学校ダンス部選手権』の総称。いずれも産経新聞社及び、ストリートダンス協会などの主催により行われている。後援にスポーツ庁、全国高等学校体育連盟、日本中学校体育連盟他。通称”ダンス甲子園”または“ダンスタ”と呼ばれている。

## 概要
日本高校ダンス部選手権
日本中学校ダンス部選手権

## 開催実績
- 2008年：第1回夏の日本高校ダンス部選手権 （以下夏高ダンスと表記）開催[1]。
- 2009年：第2回夏高ダンス開催。
- 2010年：第3回夏高ダンス開催。
- 2011年：第4回夏高ダンス開催。
- 2012年
  - この年の第5回大会より高校1年生を対象とした新人戦・『春の日本高校ダンス部選手権』（以下春高ダンスと表記）開催。
  - 第5回夏高ダンス開催[2]。
  - 第1回日本中学校ダンス部選手権開催。
- 2013年
  - この年の第6回大会より男女混合3人1チームによるトーナメントバトル形式『冬の日本高校ダンス部選手権』（以下冬高ダンスと表記）開催。
  - 第6回春高ダンス開催・夏高ダンス開催[3]。
  - 第2回日本中学校ダンス部選手権開催。
- 2014年
  - 第7回春高ダンス・夏高ダンス[4]・冬高ダンス開催。
  - 第3回日本中学校ダンス部選手権開催[5]。
- 2015年
  - 第8回春高ダンス[6]・夏高ダンス[7]・冬高ダンス開催[8]。
  - 第4回日本中学校ダンス部選手権開催[9]。
- 2016年
  - 第9回春高ダンス[10]・夏高ダンス[11]・冬高ダンス開催[12]。
  - 第5回日本中学校ダンス部選手権開催[13]。
- 2017年
  - 第10回春高ダンス[14]
・夏高ダンス[15]・冬高ダンス開催[16]。
  - 第6回日本中学校ダンス部選手権開催[17]。
- 2018年
  - 第11回春高ダンス[18]・夏高ダンス[19]・冬高ダンス開催[20]。
  - 第7回日本中学校ダンス部選手権開催[21]。
- 2019年
  - この年の第12回大会より過去の実績から選抜された高校による日本一を決める大会『秋の日本高校ダンス部選手権』（以下秋高ダンスと表記）開催[22][23]。
  - 第12回春高ダンス[24]・夏高ダンス[25]・冬高ダンス開催。
  - 第8回日本中学校ダンス部選手権開催[26]。

## メディア
テレビ
- 青春！ダンススタジアム（フジテレビ、関西テレビほか、2016年～2019年 ）[27][28][29]